# Eulalio Ríos
Eulalio Ríos Alemán (Hueyapan de Ocampo, 21 gennaio 1935 – 1980) è stato un nuotatore messicano.
Ha fatto parte del Messico che ha partecipato ai Giochi di Melbourne 1956 e di Roma 1960, partecipando, rispettivamente, alla gara dei 200m farfalla.
Ai II Giochi panamericani, ha vinto 1 oro nei 200m farfalla, 1 bronzo nella Staffetta mista 4×100m.
Ai III Giochi panamericani, ha vinto 1 bronzo nei 200m farfalla, ed 1 bronzo nella Staffetta mista 4x100m.
Ai Giochi centramericani e caraibici ha vinto:
- 1959 1 oro nei 200m farfalla e 1 oro nella Staffetta mista 4×100m
- 1962 1 oro nella Staffetta mista 4×100m